# Skorošice
Skorošice är en ort i Tjeckien.   Den ligger i regionen Olomouc, i den östra delen av landet, 190 km öster om huvudstaden Prag. Skorošice ligger 398 meter över havet och antalet invånare är 787.
Terrängen runt Skorošice är kuperad åt sydväst, men åt nordost är den platt.Runt Skorošice är det ganska tätbefolkat, med 54 invånare per kvadratkilometer. Närmaste större samhälle är Jeseník, 12,4 km sydost om Skorošice. I omgivningarna runt Skorošice växer i huvudsak blandskog.